# Luigi Rizzo (F595)
Le Luigi Rizzo (F595) est une frégate de la sous-classe Carlo Bergamini en service dans la marine italienne. Les navires ont à leur tour été développés par le programme de frégates polyvalentes FREMM.

## Historique
Le 9 décembre 2015, la cérémonie de lancement du navire a lieu au chantier Fincantieri de Riva Trigoso. Le Luigi Rizzo est mis en service le 20 avril 2017. Depuis sa livraison, le navire est basé à la base navale de La Spezia et est sous le contrôle de la 1re division navale (COMDINAV UNO).
La frégate appareille le 23 février 2021 de La Spezia pour se diriger vers les eaux du golfe de Guinée, où elle est engagée pendant environ quatre mois pour une mission de prévention et de lutte contre la piraterie et les vols à main armée en mer. Le 5 mars, le Luigi Rizzo navigue aux côtés de l'USS Dwight D. Eisenhower lors de sa traversée du détroit de Gibraltar. La frégate développe simultanément des activités de coopération avec les marines locales et alliées présentes dans la région, participant également à l'exercice « Obangame Express 2021 », dans le but d'accroître la coopération entre les marines européennes et celles des pays côtiers d'Afrique de l'Ouest et du golfe de Guinée. De 2019 à 2021, le Luigi Rizzo est le quatrième navire italien employé dans le golfe de Guinée. 
Le navire est de nouveau engagé dans les eaux du golfe de Guinée pour l'opération antipiraterie Gabinia en avril 2022. Il porte notamment assistance au navire marchand Arch Gabriel, battant pavillon des îles Marshall, au cours duquel il repousse une attaque de pirates contre celui-ci à l'aide d'un hélicoptère NH90A se trouvant à bord. Dotée de puissants capteurs, la frégate peut aussi lancer des embarcations rapides, dont une par le tableau arrière.
En mai 2023, la marine italienne mène des exercices dans le golfe d'Aden en collaboration avec des navires de la marine sud-coréenne. Le destroyer coréen ROKS Chungmugong Yi Sun-sin et le Luigi Rizzo effectuent des manœuvres conjointes en utilisant également des hélicoptères et en partageant leurs procédures pour améliorer la collaboration dans la lutte contre la piraterie.
Le 6 septembre 2023, le navire atteint la base navale de La Spezia après 139 jours d'affectation à l'opération Agenor dans les eaux du golfe Persique. Il aura parcouru 20 265 milles au cours de 2 169 heures de navigation. L'Italie assuma le commandement tactique de la mission à partir du 9 juin, le Luigi Rizzo fonctionnant comme navire amiral en accueillant à son bord le personnel international de la Task Force 474.
Il est repéré en compagnie de son navire-jumeau Antonio Marceglia fin décembre 2023 à Gdynia, en Pologne.

## Galerie

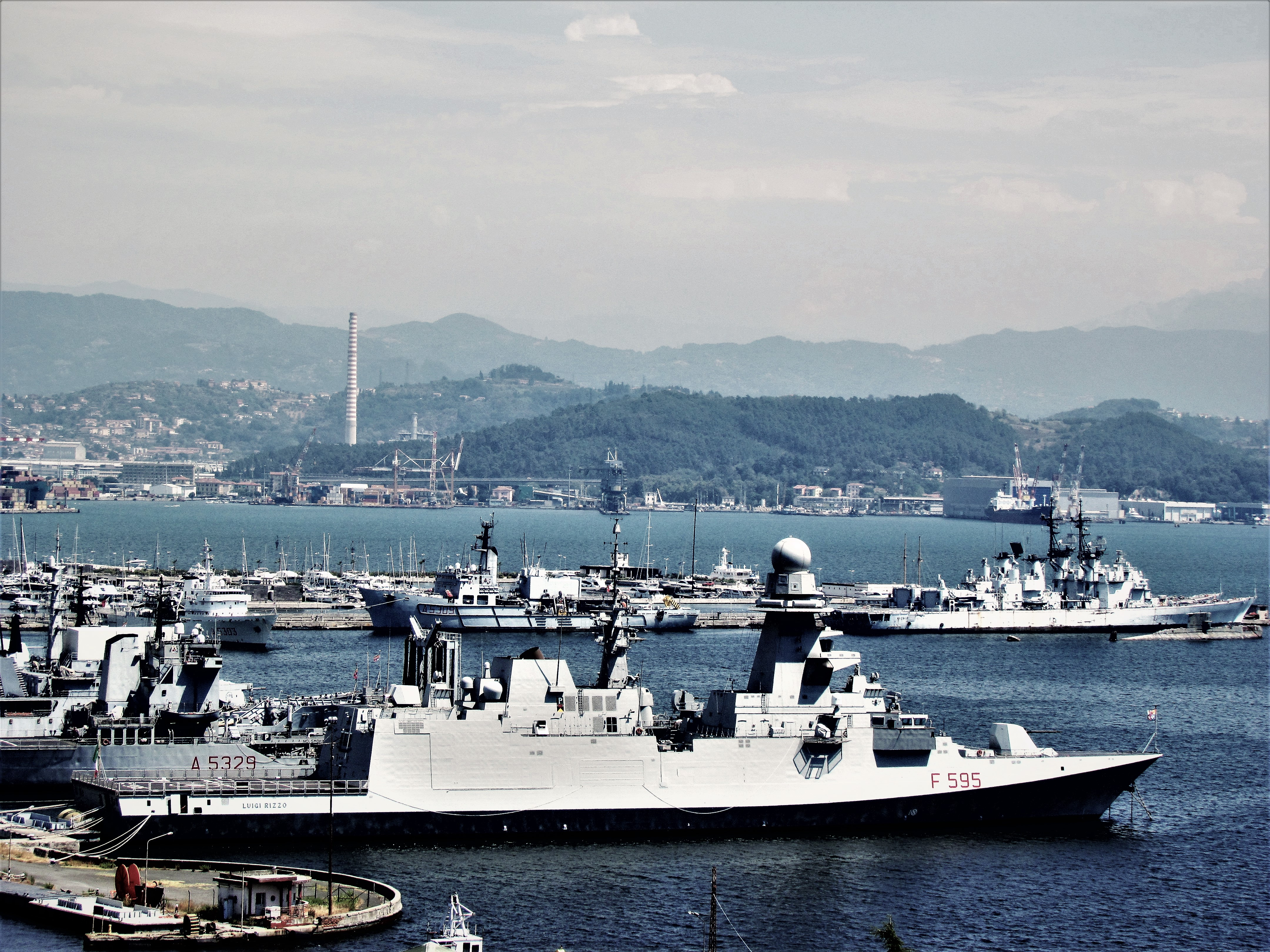
Le Luigi Rizzo à La Spezia le 6 août 2017.
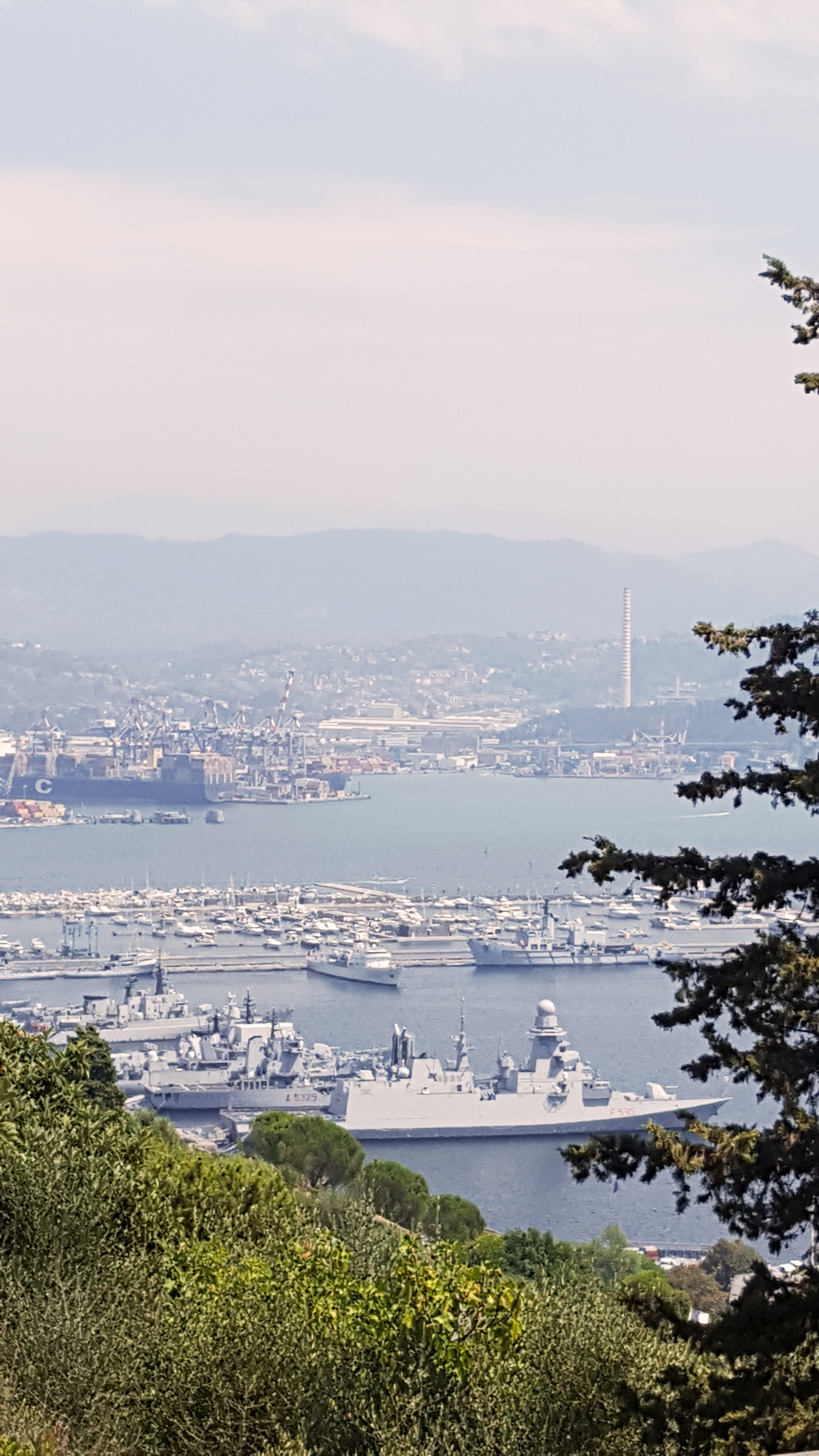
Le Luigi Rizzo à La Spezia le 6 août 2017.
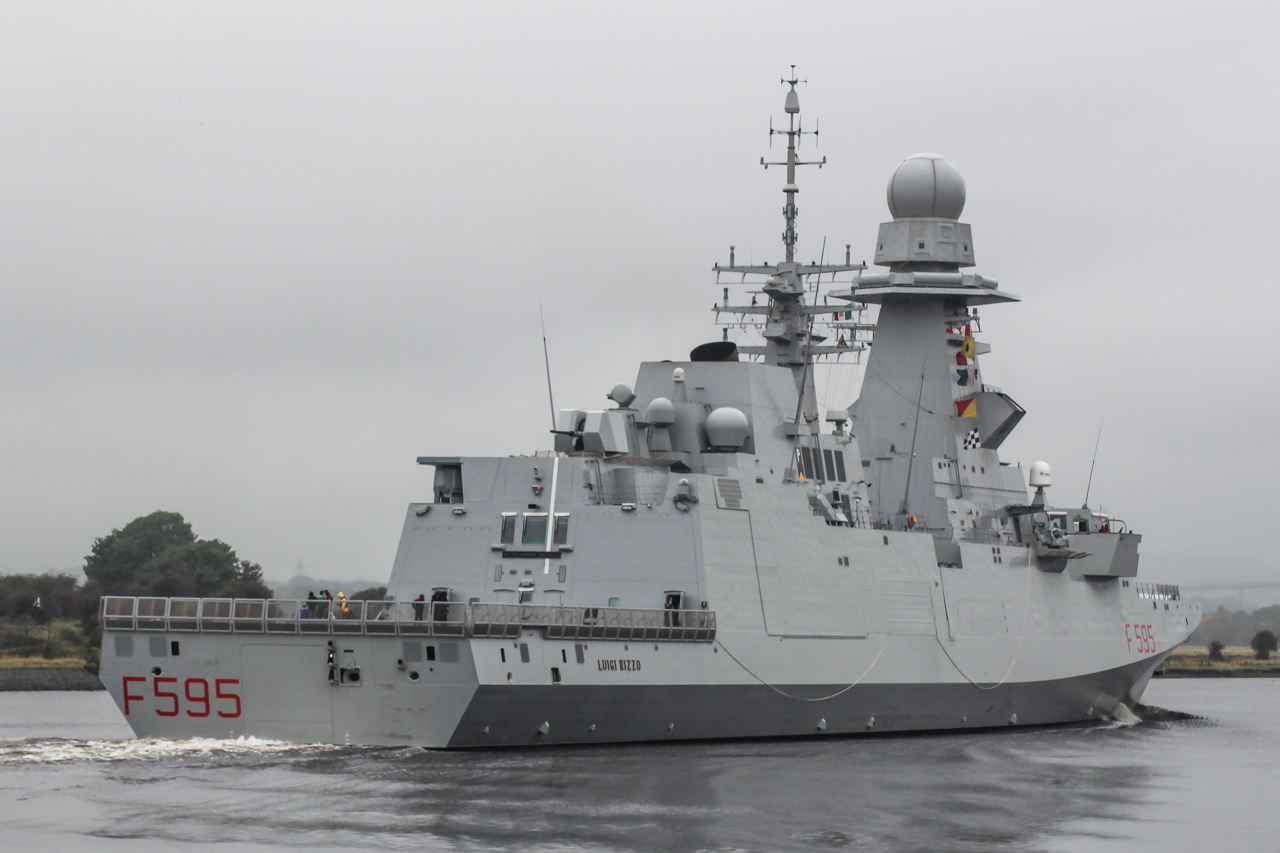
Le Luigi Rizzo le 1er octobre 2017.
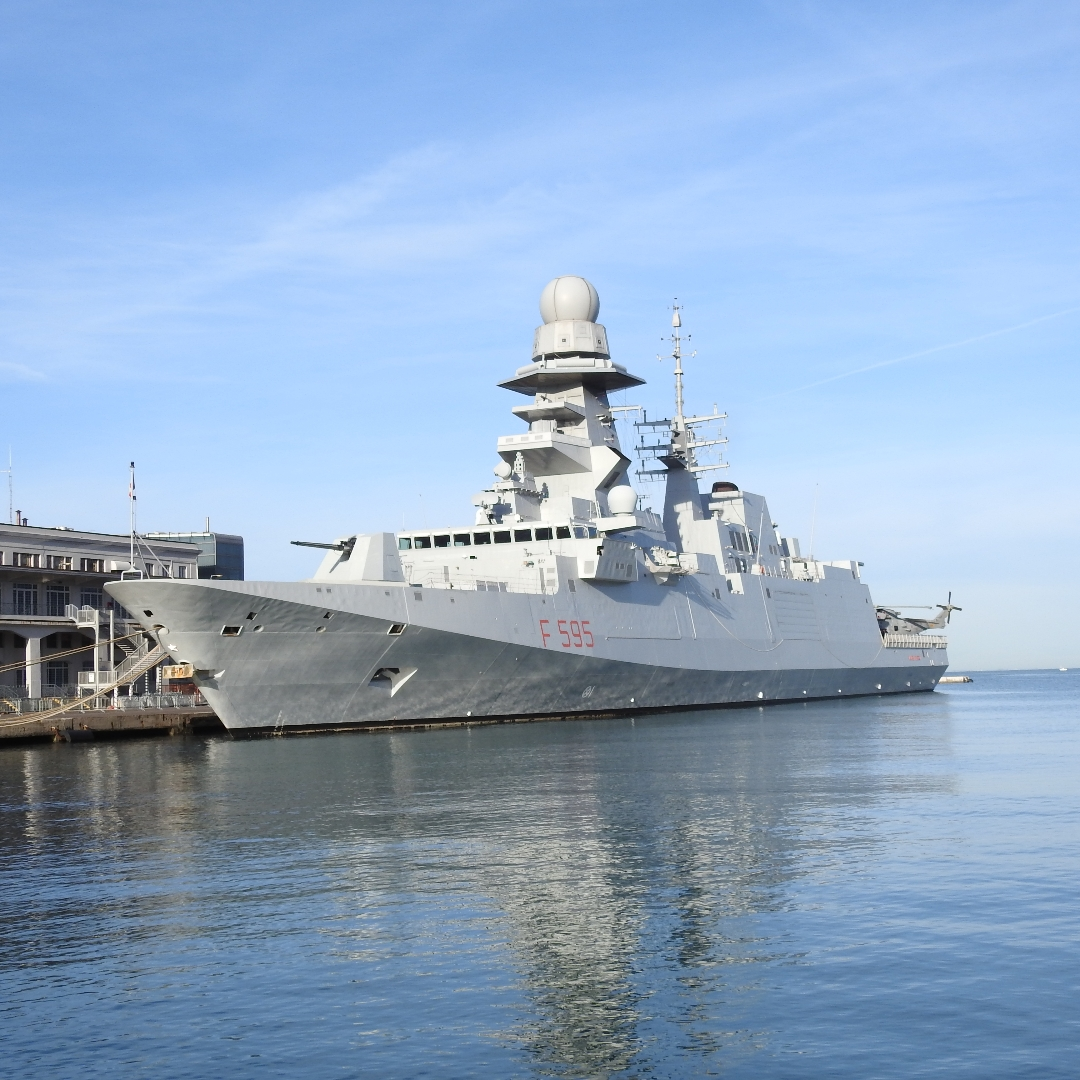
Le Luigi Rizzo le 31 octobre 2018.